# Тимуридский Ренессанс

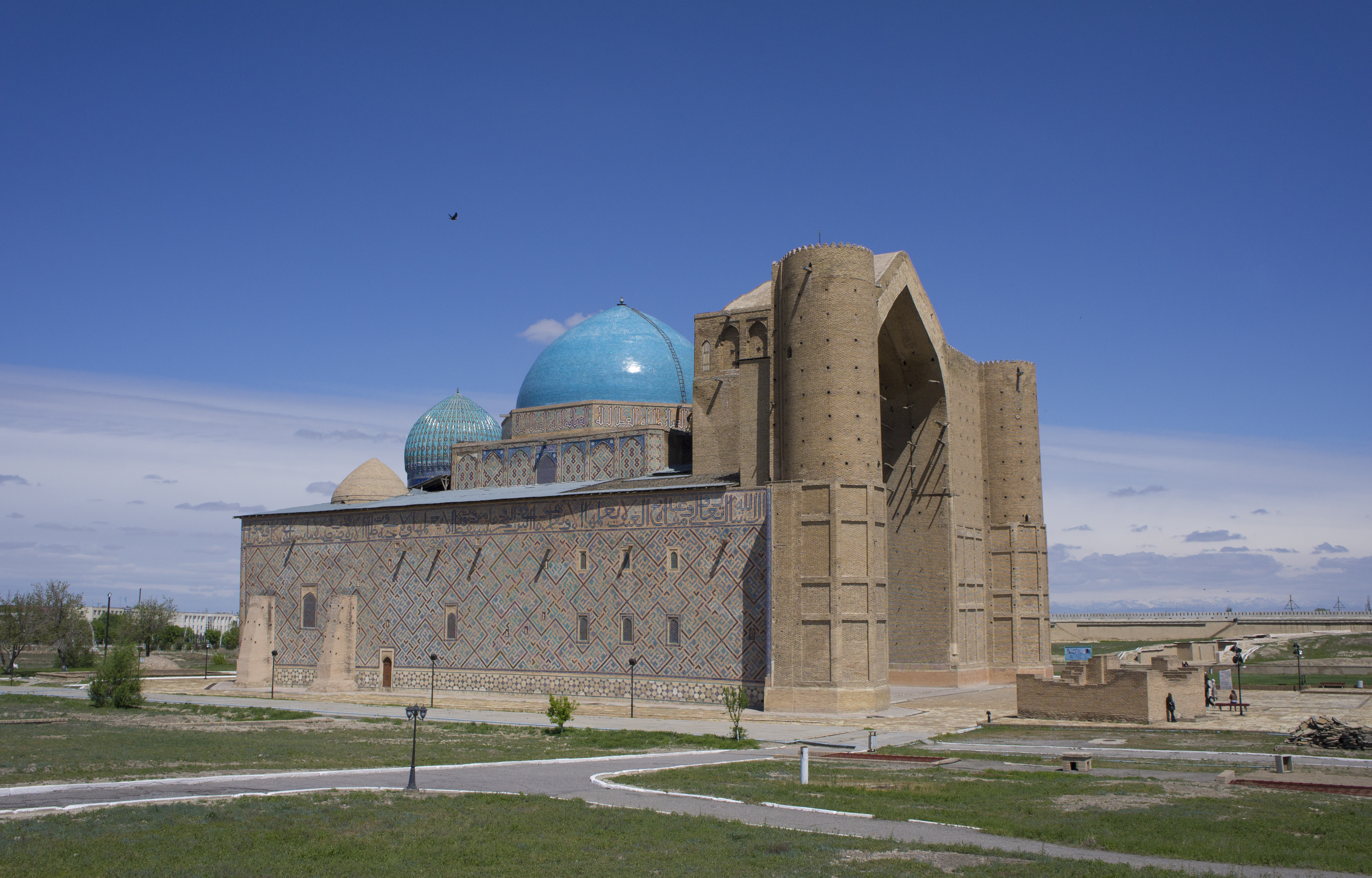
Мавзолей Ходжи Ахмеда Ясави, 1405 год

Тимуридский Ренессанс —  период расцвета искусств и наук в империи Тимуридов. Тимуридский Ренессанс начинается в конце эпохи Тимура и достигает своего пика в XV веке. Символично, что Тамерлан отстраивает разрушенный Чингисханом Самарканд. В эпоху Тимуридов возрождается интерес к персидской классике, начинается масштабное строительство исламских и персидских архитектурных сооружений (мавзолеи, медресе, китабхане, сады), расцветает суфийская поэзия с акцентом на человеческие отношения, формируется реалистическая живопись (гератская миниатюра, настенная живопись), новый импульс получает математика и астрономия.

## Наука
В результате тюрко-монгольских походов тысячи ученых, юристов были убиты, сотни медресе разрушены. Тимуру пришлось приложить огромные усилия для восстановления системы высшего образования и особенно мусульманской юриспруденции (диван). Пришлось приглашать в столицу государства крупных мусульманских правоведов, например, Сад ад-дина Macуда ибн Умара ат-Тафтазани (1322, Тафтазан, Хорасан — 1390, Самарканд, Мавераннахр) видного персидского философа и представителя позднего калама. Его сочинения по логике, юриспруденции, поэтике, грамматике, математике, риторике и коранической экзегетике пользовались популярностью в качестве учебных пособий. В начале XV века в Самарканде работал и преподавал такой крупный ученый-правовед как Шамс ад-Дин Мухаммад ибн Мухаммад аль-Джазари.
В Самарканде были построены более 20 медресе: медресе Сарай Мульк ханым, медресе Кутб ад-дин садра, медресе эмира Фирузшаха, медресе эмира Бурундука, медресе Мухаммад Султана и др..
Основными центрами науки в империи Тимуридов были древние города Мавераннахра Самарканд, Бухара и Хорасана - Герат.
Внук Тимура Мирзо Улугбек был инициатором становления астрономии и математики в Мавераннахре. В Самарканде находилось Медресе Улугбека (1420). Ещё одним центром научной жизни была обсерватория в Самарканде (1424), где такие ученые как Аль-Каши, Казы-хаде Руми рассматривали вопросы определения расстояния до Луны и Солнца. В 1437 году коллектив ученых (в том числе Аль-Каши и Аль-Кушчи) создает звездный атлас, вошедший в историю как Гурганский зидж. В области математики систематически излагается теория десятичных дробей, решаются уравнения, изучаются Начала Евклида.
Тимур уделял большое внимание развитию дворцовой историографии, которой была поставлена задача описывать его многогранную деятельность. Первыми летописцами были уйгурские историки, составлявшие в стихотворной форме на тюркском языке хронику походов и деятельности Тимура. Затем были привлечены персидские историки: Низамиддин Шами и Гийас ад-Дин Али. Фундаментальным трудом было сочинение персидского хрониста Низам ад-Дина Шами - "Зафар-наме" (Книга побед), название которому дал сам Тимур. Были и другие персидские историки и хронисты: Хафизи Абру, Фасих аль-Хавафи и другие.

## Живопись

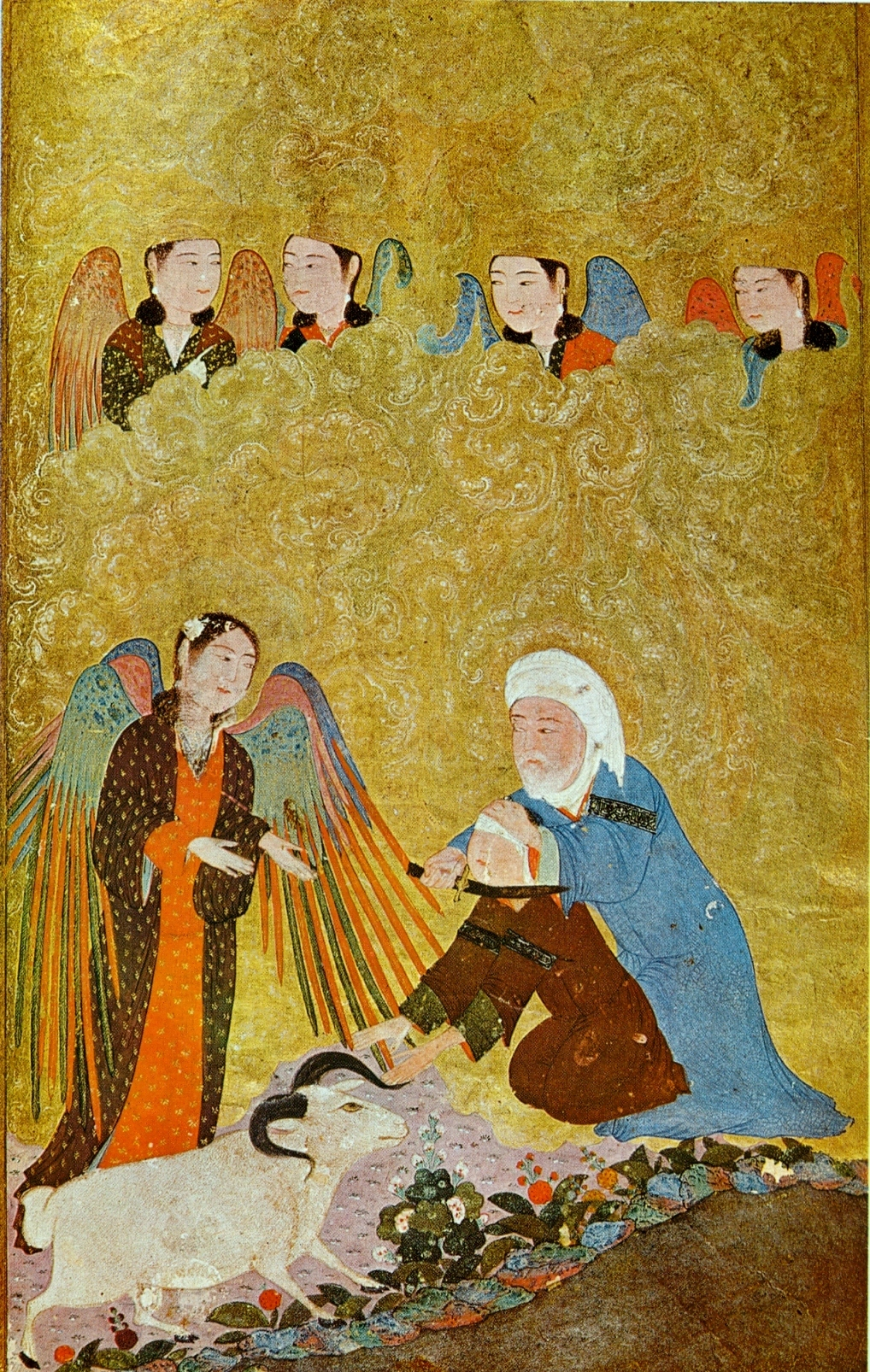
Жертвоприношение Ибрахима (Авраама). «Тимуридская антология», Шираз, 1410—1411 годы. Коллекция Гюльбекяна, Лиссабон

Живопись Тимуридского Ренессанса представлена прежде всего гератской миниатюрой (один из разделов персидской живописи), которой иллюстрировались рукописные издания в китабхане. Вдохновителем кружка художников был внук Тамерлана и сын Шахруха, Байсонкур. Помимо персидского влияния в живописи эпохи Тимуридов ощущались и китайские традиции (Мухаммад Сиях Калам). Тимуридские художники иллюстрировали такие персидские, арабские и индийские произведения, как «Шахнаме», «Хосров и Ширин», «Лейли и Маджнун», «Хамсе», «Тысяча и одна ночь» «Калила и Димна», а также черпали своё вдохновение в «Легендах о Мирадже». Тела людей изображались узкими и вытянутыми, головы с круглыми лицами и миндалевидными глазами невелики и слегка наклонены. Яркие цветы соседствуют с яркими (красными, желтыми, синими) кафтанами людей и белыми тюрбанами.
Самым известным художником-миниатюристом Тимуридского государства в Хорасане был Кемаль ад-Дин Бехзад. В миниатюрах этих рукописей Бехзад проявляет себя и как мастер пейзажа, и как мастер батальных сцен, и как мастер изображений человеческих фигур и их индивидуальных особенностей. Ему принадлежит множество художественных нововведений.

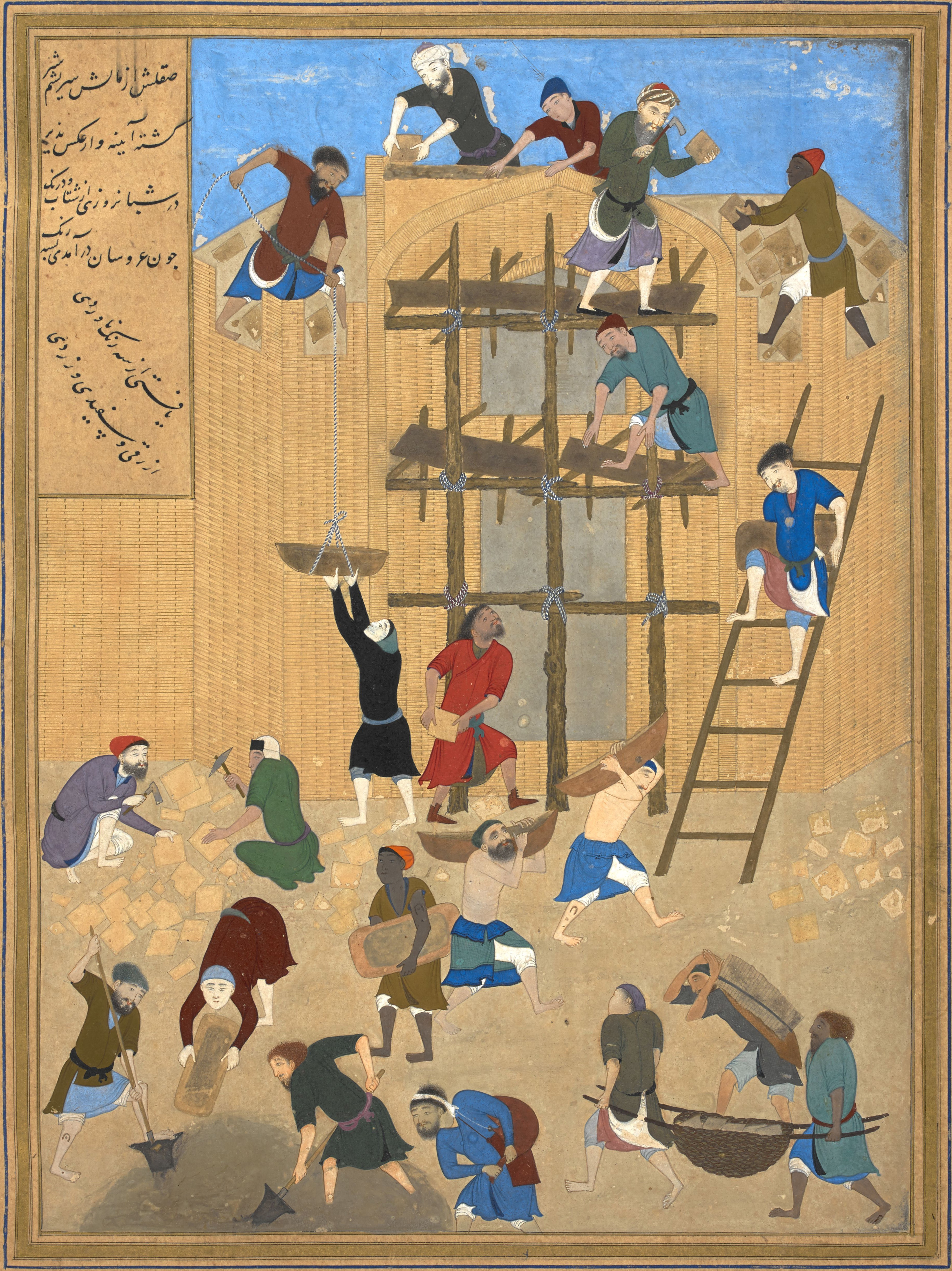
Бехзад. Строительство замка аль-Хаварнак. Миниатюра. «Хамсе» Низами. 1495—1496 гг. Британская библиотека, Лондон

В 1490-х годах, указом султана Хусейна Байкара, Бехзад был назначен главой султанской китабхане — библиотеки и мастерской по переписке книг. Теперь Бехзад не только создает миниатюры и рисунки, но осуществляет руководство проектами и руководит работой художников. Он так же приобрел уважение среди Сефевидской знати и стал одним из известнейших персидских живописцев в истории.

## Архитектура

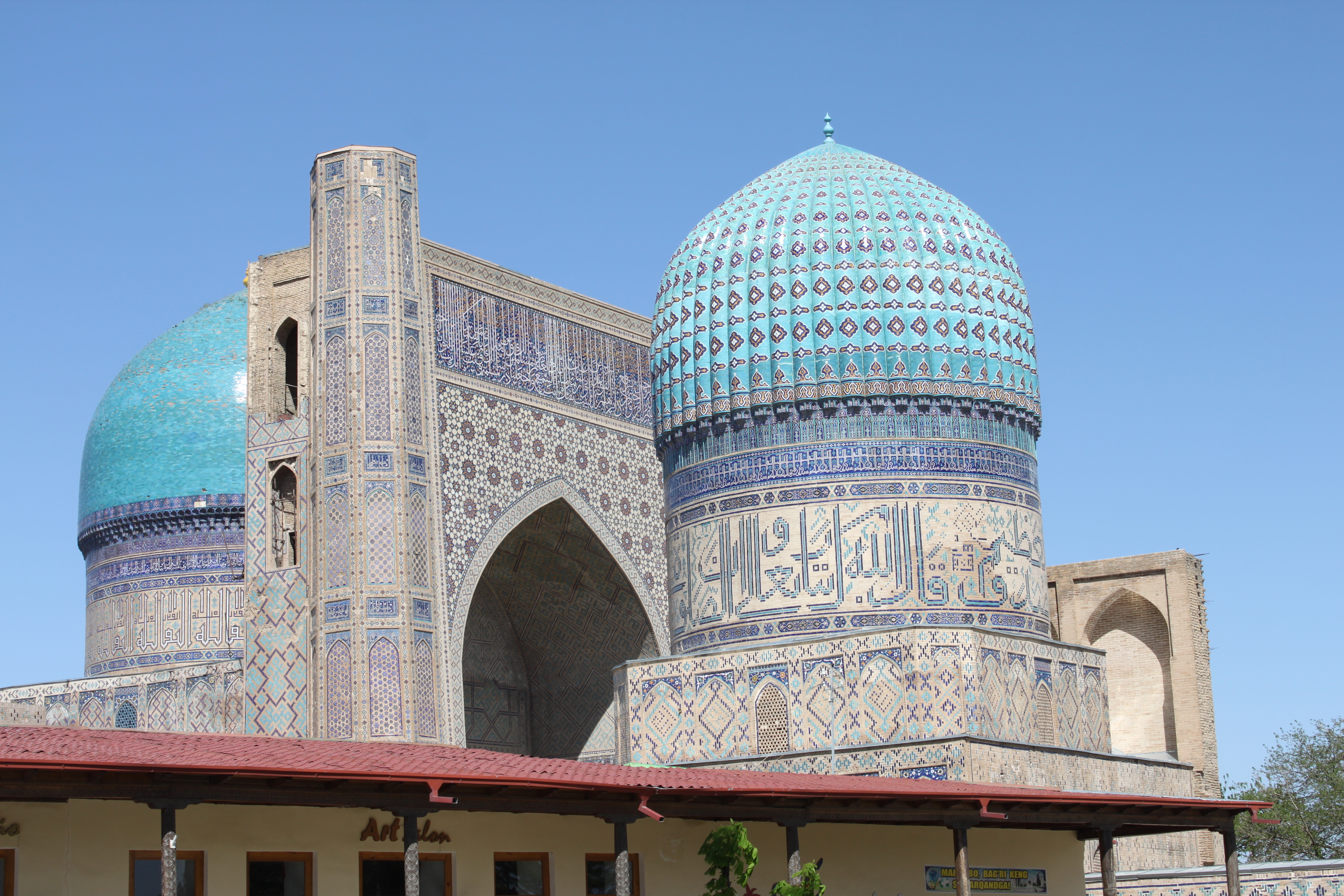
соборная мечеть Биби-ханым, 1404 год

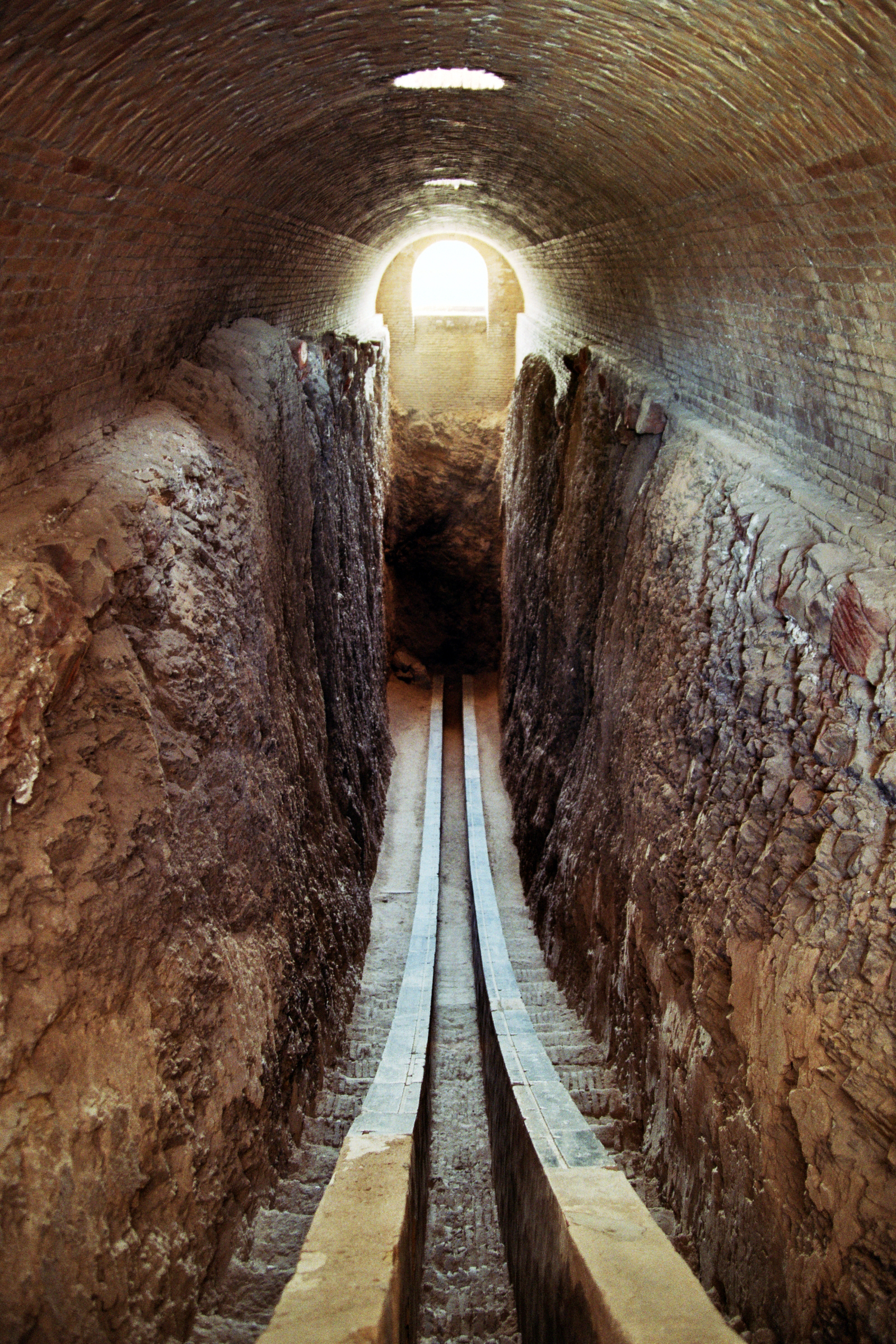
Секстант обсерватории Улугбека, Самарканд, 1428 год